# BD-10°3166
BD-10°3166은 지구로부터 컵자리 방향으로 약 260.8광년 떨어진 곳에 있는, K형 주계열성이다. 멀리 떨어져 있어서 눈에 띄지 않기 때문에 헨리 드레이퍼 성표에는 포함되지 못했다. 히파르코스 위성도 이 별을 조사하지 않았기 때문에, 이 별까지의 정확한 거리는 아직까지 알려져 있지 않다. SIMBAD의 자료에 따르면 약 260.8광년이지만, 최근 광도측정을 통해 거리를 잰 결과 약 218광년이라는 값을 얻었다. 218광년이 정교한 값은 아니지만 이 값에 따르면 이 별의 짝별이라고 여겨졌던 LP 731-076이 실제로는 짝별이 아닐 가능성이 높다.

## 항성의 특징
중원소가 항성의 대기 중 매우 풍부하게 섞여 있는데 대충 태양의 세 배 정도이다. 이렇게 중원소 함량이 높은 별 주위에는 외계 행성이 존재할 확률이 커지는데 BD-10°3166도 예외는 아니다. 2000년 캘리포니아 카네기 행성탐사팀은 이 별 주위를 도는 외계 행성 한 개를 발견했다.

## 행성계
이 별 주위를 도는 행성은 항성에 가깝게 붙어 돌고 있었으며 따라서 뜨거운 목성으로 분류할 수 있다. 이 행성의 최소 질량은 목성의 절반 정도로 별을 3.49일 만에 한 바퀴 돈다.
| 동반 천체 (가까운 천체순) | 질량 (MJ)      | 공전주기 (일)     | 공전궤도 반지름 (AU) | 이심률        |
| ------------------------- | -------------- | ----------------- | -------------------- | ------------- |
| b                         | >0.458 ± 0.039 | 3.48777 ± 0.00011 | 0.0452 ± 0.0026      | 0.019 ± 0.023 |